# Sasja Brouwers
Sasja Brouwers (Amsterdam, 9 november 1972) is een Nederlands zangeres.

## Carrière
In 1997 kwam Brouwers debuutsingle uit genaamd Maar als je kleur bekent die werd geproduceerd door Mercury Records. Een jaar later kwam de single Jij bent de enige en een album uit. In 2003 deed Brouwers mee aan het Nationaal Songfestival. Zij kwam niet door de voorronde met het nummer Rauw, dat wel in de NL Top 30 kwam. In 2004 probeerde zij opnieuw zich te kwalificeren voor het Songfestival, maar dit lukte wederom niet. In augustus 2011 ontplofte er vlak bij Sasja een vuurwerkbom, waardoor haar gehoor ernstig beschadigd werd. Brouwers trad in 2012 op in de Amsterdam ArenA tijdens de Halftimeshow van de concertreeks van De Toppers. In mei 2024 gingen Sasja en haar dochter viraal op TikTok met hun vertolking van het nummer Terug in de tijd van Yves Berendse, waardoor dit nummer een opleving kreeg.

## Discografie

### Albums
| Album met eventuele hitnotering(en) in de Nederlandse Album Top 100 | Datum van verschijnen | Datum van binnenkomst | Hoogste positie | Aantal weken | Opmerkingen |
| ------------------------------------------------------------------- | --------------------- | --------------------- | --------------- | ------------ | ----------- |
| Jong en mooi                                                        | 1998                  | -                     |                 |              |             |

### Singles
| Single met eventuele hitnotering(en) in de Nederlandse Top 40 | Datum van verschijnen | Datum van binnenkomst | Hoogste positie | Aantal weken | Opmerkingen              |
| ------------------------------------------------------------- | --------------------- | --------------------- | --------------- | ------------ | ------------------------ |
| Jij bent de liefde van mijn leven                             | 2011                  | -                     |                 |              | #76 in de Single Top 100 |
| Van hier naar oneindig                                        | 2011                  | -                     |                 |              |                          |
| Jij hoort bij mij                                             | 2012                  | -                     |                 |              |                          |
| Dat is kerstmis                                               | 2012                  | -                     |                 |              |                          |
| Welterusten Mama                                              | 2013                  | -                     |                 |              |                          |
| Ademloos                                                      | 2014                  | -                     |                 |              |                          |
| Alles wat je zei                                              | 2015                  | -                     |                 |              |                          |

## Televisie
- Oppassen!!! - Zichzelf (Afl. Professionals, 1994)